# فوسي
فوسي (الإنجليزية Fusi، الكرواتية والسلوفينية: Fuži) هي معكرونة تقليدية في منطقة استريا، في كلاً من دولة كرواتيا ودولة سلوفينيا.  يتم فرد المعكرونة إلى شرائح رقيقة جداً ومن ثم يتم تقطعها إلى شرائط طولية بعرض أربعة سم وتوضع فوق بعضها البعض. ثم يتم تقطيع الشرائط الطولية بشكل مائل (قطري) لينتج أشكال تشبه الألماس. يتم طي طرفي كل ألماسة ليتقابلاً في المنتصف ويتم دمجهم مع بعضهما، عندها سيبدو الشكل مثل القوس. تقدم مع صوص لحم العجل الأحمر الناضج بشكل متوسط، والذي يتم تحضيره عادة من البصل ومعجون الطماطم والنبيذ الأبيض والمرق.